# Grotte des Puits
Pour les articles homonymes, voir Puits.
La grotte des Puits est une grotte située sur le territoire de la commune de Pierre-la-Treiche, en rive droite de la Moselle. C'est la sixième plus grande grotte du département de Meurthe-et-Moselle, pour ce qui est du développement connu, après avoir été rétrogradée d'un rang par le gouffre du Failly,.
Cette grotte faisait partie initialement d'un endokarst situé sous le fond de la vallée de la Moselle ; cet endokarst a été recoupé lorsque la rivière s'est encaissée. Avant sa capture par la Meurthe, la Moselle a participé à la création et à l'élargissement de l'ensemble des grottes puis à leur comblement avec ses alluvions.

## Historique
Christian Chambosse découvre cette grotte le 2 décembre 1934 et il en explore l'entrée, les galeries supérieures et la salle du Croisement.
Il faut ensuite attendre le début des années 1960 pour que Michel Louis (°1937 - †2001), accompagné de membres du groupe spéléo des Éclaireurs de France de Toul et de membres de l'Union spéléologique de l'agglomération nancéienne (USAN), découvre et explore l'étage inférieur.

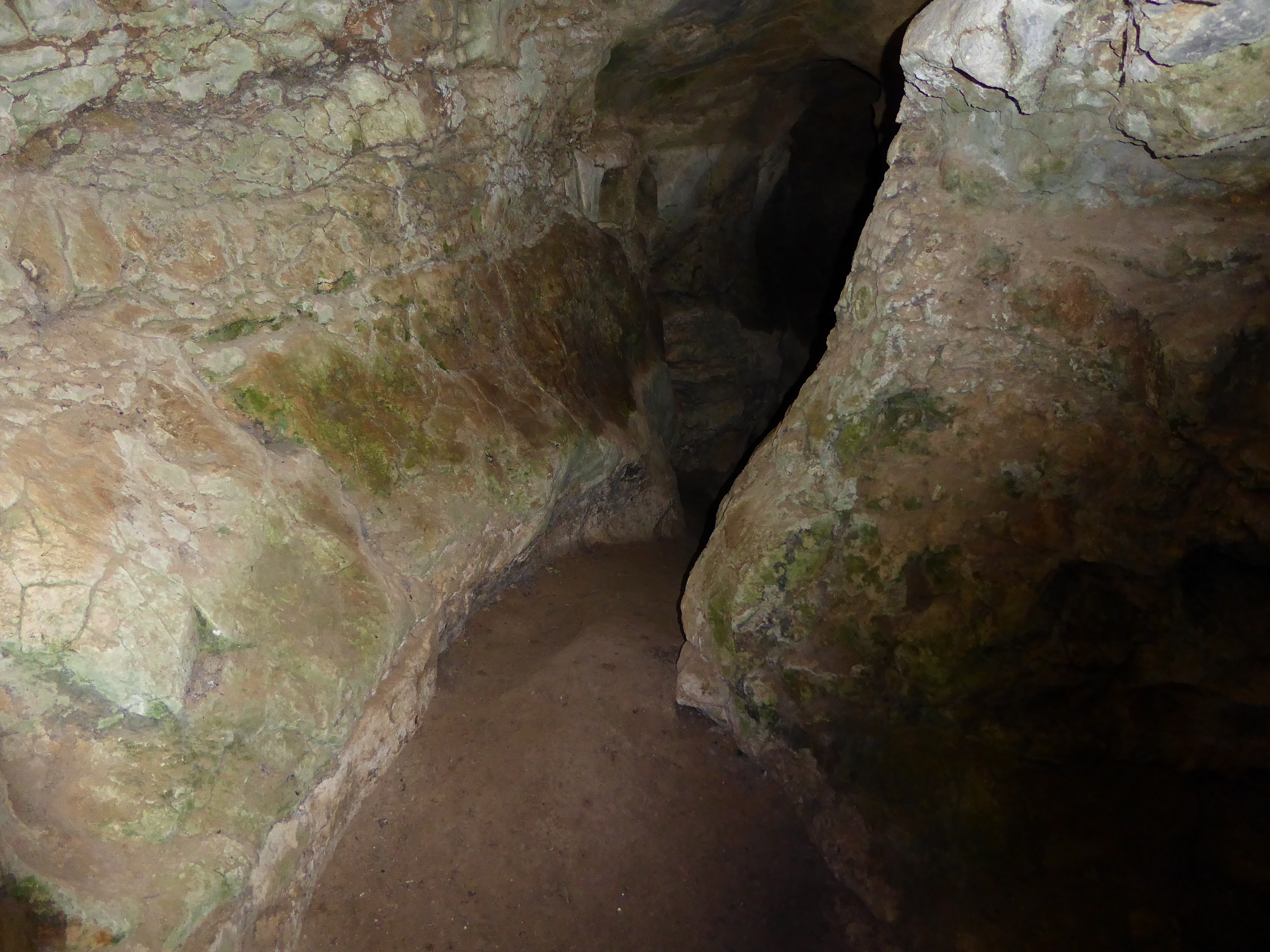
Début de la galerie.
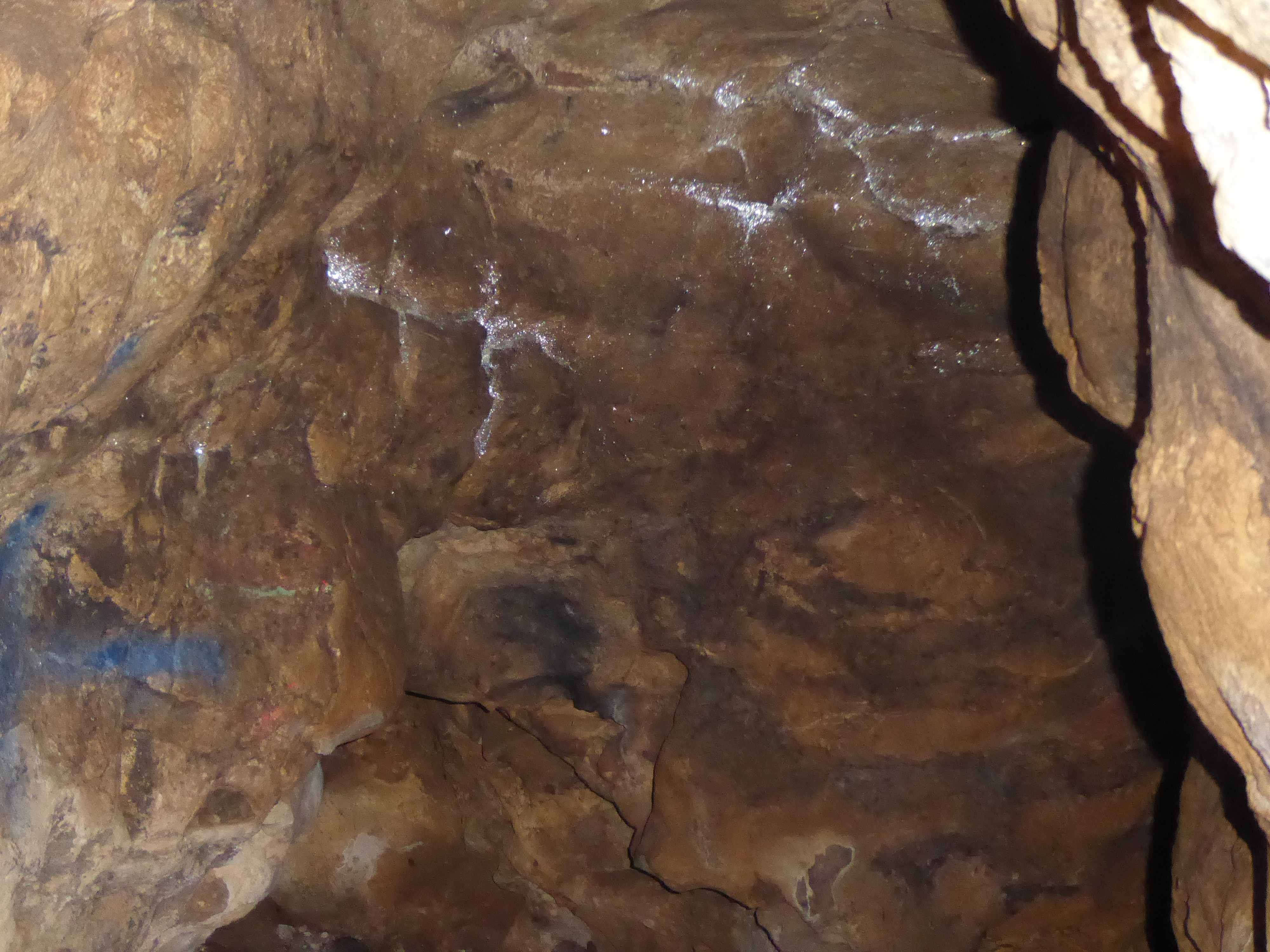
Fines gouttelettes d'eau réfléchissant la lumière et marques de spéléo.
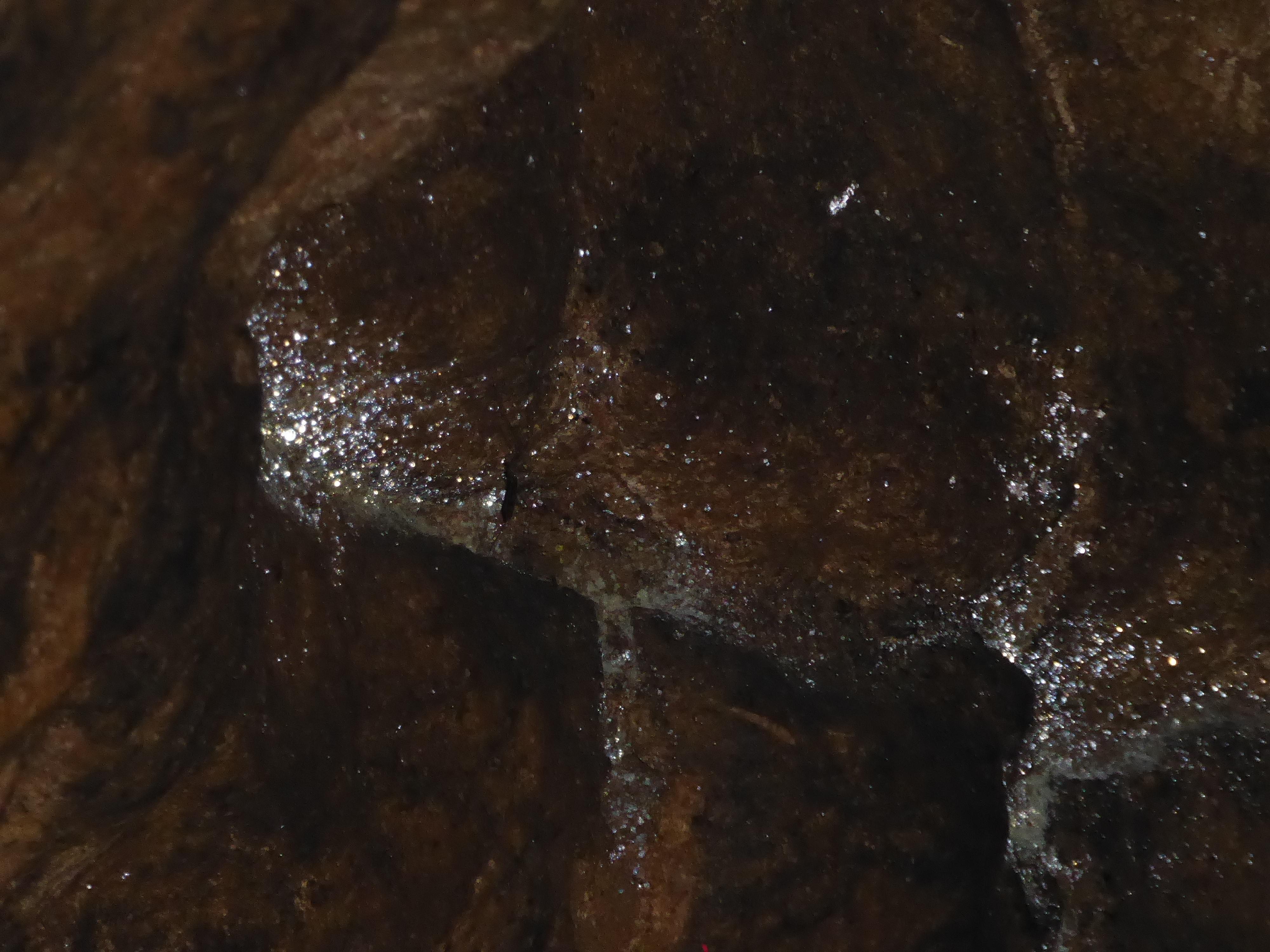
Fines gouttelettes d'eau au plafond réfléchissant la lumière.
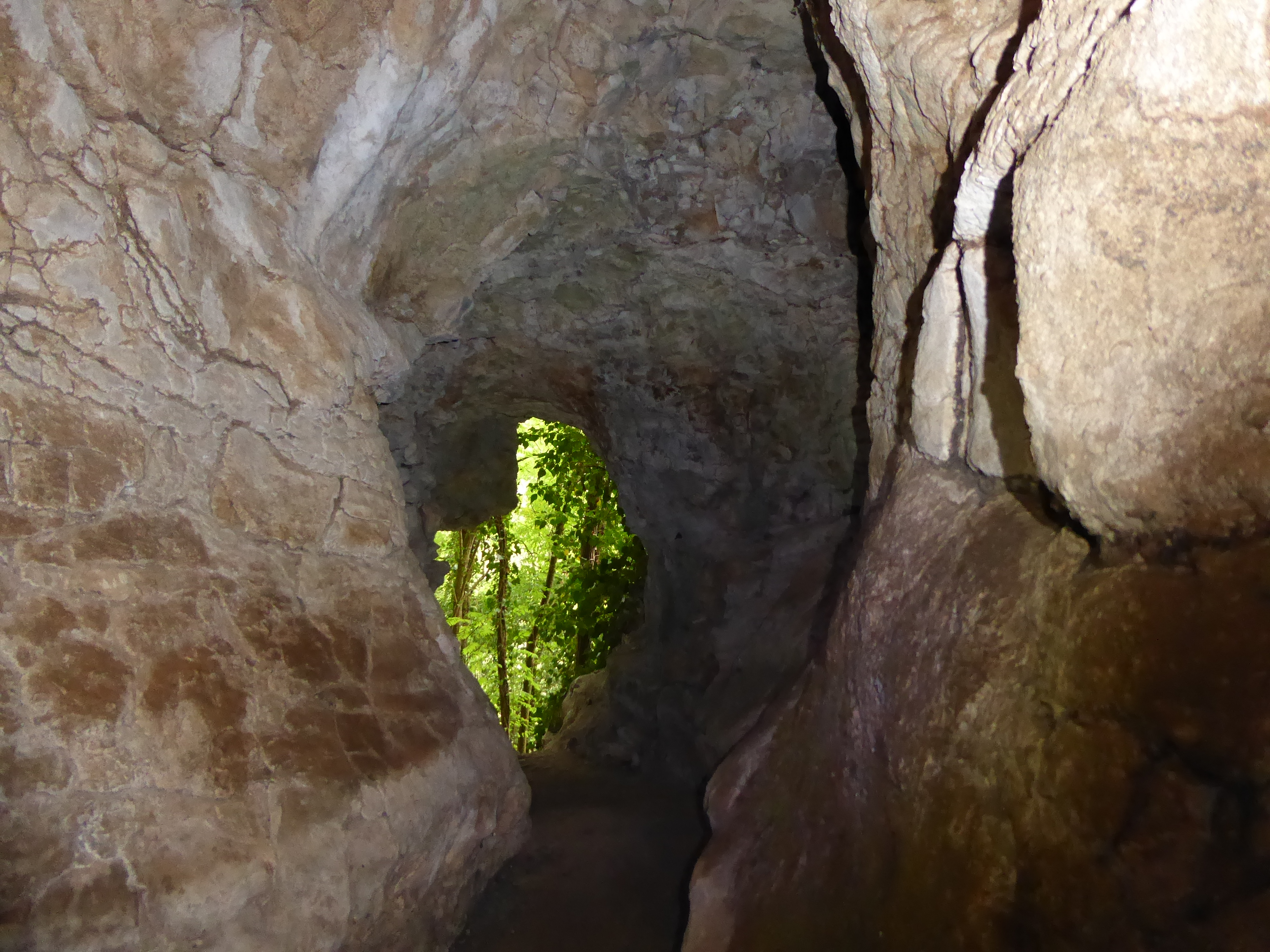
Début de la galerie en direction de l'entrée.

## Classement spéléologique
L'ensemble de la cavité est de classe 2.

## Faune
L'entrée de la grotte abrite une faune troglophile comprenant notamment l'araignée Meta menardi[réf. souhaitée].